# 内久宝寺町
内久宝寺町（うちきゅうほうじまち）は、大阪府大阪市中央区の町名。現行行政地名は内久宝寺町一丁目から内久宝寺町四丁目。

## 地理
大阪市中央区の中央部に位置。谷町五丁目を挟んで東西に分断された地域で、東側が内久宝寺町一丁目および二丁目、西側が内久宝寺町三丁目および四丁目となる。西は材木町、北は和泉町、法円坂、西南は龍造寺町、南は粉川町とそれぞれ接する。

## 歴史
1872年（明治5年）に上堺町、鈴木町、追手町、内久宝寺町を内久宝寺町1 - 4丁目に改編。1979年（昭和54年）に1丁目（もと上堺町）が法円坂および上町の一部となり、2 - 4丁目となった。1989年（平成元年）に2丁目（もと鈴木町）が1 - 2丁目に再編された。

### 町名の由来
船場の南久宝寺町の東に位置し、豊臣大坂城の惣構の内であったことから「内」を冠している。

## 世帯数と人口
2019年（平成31年）3月31日現在の世帯数と人口は以下の通りである。
| 丁目             | 世帯数    | 人口    |
| ---------------- | --------- | ------- |
| 内久宝寺町一丁目 | 0世帯     | 0人     |
| 内久宝寺町二丁目 | 515世帯   | 1,006人 |
| 内久宝寺町三丁目 | 371世帯   | 462人   |
| 内久宝寺町四丁目 | 263世帯   | 354人   |
| 計               | 1,149世帯 | 1,822人 |

### 人口の変遷
国勢調査による人口の推移。
| 1995年（平成7年）  | 1,020人 | [ 5 ] |  |
| 2000年（平成12年） | 1,053人 | [ 6 ] |  |
| 2005年（平成17年） | 1,258人 | [ 7 ] |  |
| 2010年（平成22年） | 1,499人 | [ 8 ] |  |
| 2015年（平成27年） | 1,612人 | [ 9 ] |  |

### 世帯数の変遷
国勢調査による世帯数の推移。
| 1995年（平成7年）  | 436世帯 | [ 5 ] |  |
| 2000年（平成12年） | 510世帯 | [ 6 ] |  |
| 2005年（平成17年） | 724世帯 | [ 7 ] |  |
| 2010年（平成22年） | 949世帯 | [ 8 ] |  |
| 2015年（平成27年） | 987世帯 | [ 9 ] |  |

## 事業所
2016年（平成28年）現在の経済センサス調査による事業所数と従業員数は以下の通りである。
| 丁目             | 事業所数  | 従業員数 |
| ---------------- | --------- | -------- |
| 内久宝寺町二丁目 | 22事業所  | 78人     |
| 内久宝寺町三丁目 | 31事業所  | 240人    |
| 内久宝寺町四丁目 | 49事業所  | 328人    |
| 計               | 102事業所 | 646人    |

## 施設
- 銅座公園
- 日本ポリグル
- 栄進堂
- 上町メディカルテラス

## 交通

### 鉄道
- 最寄り駅はOsaka Metroの谷町四丁目駅および谷町六丁目駅。

### 道路
主要地方道
- 大阪府道30号大阪和泉泉南線（谷町筋）

## その他

### 日本郵便
- 〒540-0013[3]（集配局：大阪東郵便局[11]）